# شهبازلو
شهبازلو (بالإنجليزية: Shahbazlu)‏ هي مستوطنة تقع في قسم انغوت الشرقي الريفي في إيران. يقدر عدد سكانها بـ 127 نسمة .